# Kralj komedije (1983.)
Kralj komedije (eng. The King of Comedy) je satirični film  Martina Scorsesea iz 1983. s  Robertom De Nirom u ulozi opsesivnog komičara koji opsjeda svog uzora,  Jerryja Lewisa.

## Radnja
Rupert Pupkin (Robert De Niro) stand-up komičar koji je odlučan u namjeri da nastupi u popularnom televizijskom talk-showu kojeg vodi njegov uzor, Jerry Langford (Jerry Lewis). Konačno se sastaje s Langfordom, ali ovaj ga odbija. Pupkin je, međutim, jedan od onih koji ne prihvaćaju "ne" kao odgovor, pa počinje uhoditi Langfordovu kuću, a ubrzo poduzima drastičnije mjere, kako bi postigao svoj cilj, da postane "Kralj komedije".

## Pojavljivanja poznatih
- Martin Scorsese pojavljuje se u filmu dva puta: prvo kao "čovjek u kombiju", a poslije kao redatelj Langfordova showa koji uvjerava  Tonyja Randalla da su mu šale koje je pripremio uistinu smiješne.
- Scorseseova majka odigrala je (iako se ne vidi) Pupkinovu majku.
- Televizijski producent Edgar Scherick pojavljuje se kao producent showa Jerryja Langforda.
- Na jednom uglu pojavljuje se grupa mladih huligana. Na popisu glumaca nazvani su "Street Scum", a odigrali su ih Mick Jones, Joe Strummer i Paul Simonon iz punk grupe The Clash, glumica i pjevačica Ellen Foley, Don Letts i Pearl Harbour. Foley glumi djevojku Micka Jonesa - čak pjeva pjesmu "Hitsville UK", s albuma Clasha, Sandinista!. Letts i Mick Jones su bili originalni članovi rock grupe Big Audio Dynamite. New wave pjevačica Pearl Harbour bila je udana za Simonona u to vrijeme. Njezina grupa, The Explosions, bila je popularna u  San Franciscu početkom osamdesetih.

## Nagrade
- Nominacija za Zlatnu palmu u Cannesu
- Osvojena BAFTA (najbolji scenarij) i 4 nominacije (najbolja režija, glavni glumac Robert De Niro, sporedni glumac Jerry Lewis, montaža)

## Zanimljivosti
- Scorseseov prvi izbor za domaćina talk-showa bio je Johnny Carson. Prije nego što je izabrao Lewisa, razmišljao je i o  Franku Sinatri i  Deanu Martinu.
- Iako je film bio financijski najneuspješniji Scorseseov uradak, kritičari su ga smatrali snažnom satirom kulta poznatih osoba, s upečatljivim ulogama i režijom. Scorsese je izjavio kako je to najbolja De Nirova uloga u njegovim filmovima.
- U svojoj biografiji/pregledu svog rada, Scorsese on Scorsese, Scorsese je pohvalio Jerryja Lewisa, izjavivši kako je Lewis bio izrazito profesionalan te da mu je rekao kako neće biti egoističnih ispada i sukoba s njegove strane. Osim toga, Scorsese je rekao kako je Lewisova uloga u filmu bila dosta podcijenjena i da je zaslužila više priznanja.
- Zajedno s filmovima Taksist i Razjareni bik, ovaj film čini neslužbenu trilogiju filmova u kojima Scorsese i De Niro prikazuju opsesivne likove.
- Film je premijerno prikazan na Islandu, u čast novog kina koje je proglašeno najboljim u nordijskim zemljama.

## Vanjske poveznice
- Kralj komedije u internetskoj bazi filmova IMDb-a
- Kralj komedije na Rotten Tomatoes